# Борки (Одинцовский район)
Борки ́ — деревня в Одинцовском районе Московской области, расположенная на Рублёво-Успенском шоссе. Входит в состав муниципального образования «сельское поселение Успенское».

## История
«Экономические примечания» 1800 года показывают деревню Борки в составе владений сельца Солослова, которое принадлежало графу Федору Григорьевичу Орлову, надворному советнику Николаю Владимировичу Шереметеву и его сестре Наталье. В деревне находилось 20 дворов, где проживало 76 душ мужского и 68 женского пола. Крестьянские избы стояли двумя рядами вдоль большой московской дороги.
Через полвека население деревни практически не увеличилось. В 1852 г. здесь считалось 74 мужчины и 72 женщины, а сама деревня принадлежала генеральше Софье Сергеевне Бибиковой и коллежской асессорше Варваре Петровне Шереметевой. После отмены крепостного права Борки, расположенные на довольно оживленной трассе из Москвы в Звенигород, начинают быстро расти, и в 1890 г. здесь было 267 жителей.
Перепись 1926 года зарегистрировала тут 39 крестьянских хозяйств и 215 человек обоего пола.
Спустя шесть десятилетий перепись 1989 года отметила в Борках 62 хозяйства и 172 человека постоянного населения.

## Инфраструктура
В деревне расположилось одно из отделений хозяйства «Горки-2», имеются двухэтажные коттеджи и магазин.
В 2016 году в деревне открылась начальная школа (1-6 классы)

## Население
| 2002 | 2006 | 2010 |
| ---- | ---- | ---- |
| 103  | →103 | ↗343 |

## Известные уроженцы
- Рожков, Владимир Львович (1939—2012) — советский и российский энергетик, Лауреат Государственной премии Российской Федерации.